# Martial d'Auvergne

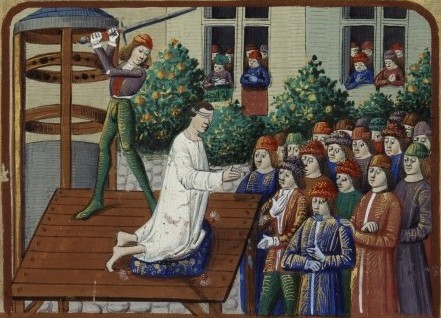
Martial d'Auvergne

Martial d'Auvergne ou de Paris (Paris, c. 1420 — 1508) foi um poeta francês que escreveu prosas sobre o rei Carlos VII de França. Originário de Auvérnia, ele atuou como notário no Châtelet, e depois como advogado (procureur) para o parlamento de Paris.
Sua obra mais importante é Vigílias de Carlos VII a nove salmos e nove lições (Vigilles de Charles VII à neuf psaumes et neuf leçons) (1493, editado em 1724), uma crônica versificada da Guerra dos Cem Anos. Nesta obra, explorou os salmos e as lições do Ofício de Defuntos. Em Manhãs da Virgem (Matines de la Vierge), Martial explorou as do Ofício da Virgem.
Seus outros trabalhos incluem Louvores da Benta Virgem Maria (Les Louenges de la benoiste Vierge Marie) (1492), um poema devocional dedicado a Maria e o satírico As Paradas do Amor (Les Arrêts d’amour) (não datado, em prosa) e O amante feito franciscano para a Observância do Amor (L’Amant rendu cordelier à l’Observance d’amour) (1490, em versos).